# Otto Unshelm
Otto Unshelm (* 12. März 1891 in Solingen; † 20. September 1960 ebenda) war ein deutscher Karambolagespieler und mehrfacher Deutscher Meister im Dreiband.

## Privat
Unshelm wurde im Bergischen Land geboren und wuchs auch dort auf. Von Beruf war er Musikpädagoge und Lehrer für Violinspiel. Schon zu Anfang der 1930er-Jahre leitete er in Remscheid einen Billardsalon, später dann in Magdeburg und dann in Solingen seinen eigenen Salon. Außerdem war er 1920 Gründungsmitglied des „Solinger BC“.

## Karriere
Schon in jungen Jahren erlernte Unshelm das Billardspiel, wie damals noch üblich im Cadre. Seit 1922 nahm er regelmäßig an nationalen und internationalen Turnieren teil. Im Laufe der 1920er-Jahre begann er aber auf das Dreibandspiel umzuschwenken und nahm als erster und einziger Deutscher an der Dreiband-Weltmeisterschaft 1928 im französischen Reims teil und belegte auf Anhieb den dritten Platz. Im folgenden Jahr wurde er zum ersten Mal Deutscher Meister im Dreiband, und zwischen 1932 und 1935 war er Seriensieger des Turniers, ehe ihn der Duisburger August Tiedtke 1940 zum ersten Mal besiegte. Unshelm eroberte den Titel erneut 1941 zurück, bevor Tiedtke danach zum unangefochtenen Seriensieger wurde. Unshelm belegte aber noch einige Zweit- und Drittplatzierungen. Auch im Cadre blieb er weiterhin erfolgreich.
In einem Nachruf schrieb Albert Poensgen über ihn:

„Seine größten Erfolge errang er im Dreibandspiel, in dem er es als Langballspieler zu großer Meisterschaft gebracht hat. Sechsmal wurde er Meister im Dreibandspiel, einmal sogar (1940) gegen Tiedtke, der im Jahre 1936 seiner Vorherrschaft auf diesem Gebiet ein Ende bereitet hatte. Aber auch im Cadre 45/2 war er, obwohl das Serienspiel nicht seine beste Seite war, ein turnierfester, zäher und von allen gefürchteter Gegner, dem durch sein geschicktes Verteidigungsspiel, verbunden mit einer außerordentlichen Karambolierfähigkeit, manchmal Überraschungssiege gelangen, wie ich selbst, einmal auch Walter Joachim und der so sehr viel stärkere Jean Bruno erfahren mussten.“

## Erfolge
- Dreiband-Weltmeisterschaft:  1928
- Deutsche Dreiband-Meisterschaft:  1930, 1932, 1933, 1934, 1935, 1941  1931    1936, 1937
- Deutsche Meisterschaft im Fünfkampf:    1936
- Deutsche Meisterschaft Cadre 45/2:  1925  1922, 1924, 1927, 1930
- Deutsche Meisterschaft Cadre 71/2:  1940
- Deutsche Meisterschaft Einband:  1939

Quellen: